# Nhóm ngôn ngữ Việt
Nhóm ngôn ngữ Việt hay Nhóm ngôn ngữ Việt-Chứt là một nhánh của ngữ hệ Nam Á. Trước đây người ta còn gọi Nhóm ngôn ngữ này là Việt-Mường, Annam-Muong, Vietnamuong, nhưng hiện nay nói chung các tên gọi này được dùng để chỉ phân nhánh của Nhóm ngôn ngữ Việt Mường, trong đó chỉ bao gồm tiếng Việt và tiếng Mường.
Tiếng Việt ngày nay đã có ảnh hưởng đáng kể từ tiếng Trung Quốc, đặc biệt là về từ vựng và hệ thống thanh điệu. Từ Hán-Việt chiếm khoảng 30-60% số vốn từ vựng tiếng Việt, không bao gồm từ mượn từ Trung Quốc.